# دراغوسلاف سيكولاراك
دراغوسلاف سيكولاراك (بالصربية: Драгослав Шекуларац)‏، من مواليد 30 نوفمبر 1937، لاعب كرة قدم يوغسلافي سابق، ومدرب كرة قدم يوغسلافي سابق.
لعب مع منتخب يوغسلافيا لكرة القدم.

## روابط خارجية
- دراغوسلاف سيكولاراك على موقع الاتحاد الدولي (مؤرشف)  (الإنجليزية)
- دراغوسلاف سيكولاراك على موقع الاتحاد الأوربي (الإنجليزية)
- دراغوسلاف سيكولاراك على موقع دوري كوريا الجنوبية (الإنجليزية)
- دراغوسلاف سيكولاراك على موقع قاعدة بيانات كرة القدم.إي يو (الإنجليزية)
- دراغوسلاف سيكولاراك على موقع ناشيونال فوتبول تيمز (الإنجليزية)
- دراغوسلاف سيكولاراك على موقع Soccerway.com (الإنجليزية)
- دراغوسلاف سيكولاراك على موقع عالم كرة القدم.نت (الإنجليزية)
- دراغوسلاف سيكولاراك على موقع أوليمبيديا (الإنجليزية)